# Grodnau
Grodnau (ungarisch Grodnó, Romani Gruna, Gruja) ist ein Ortsteil der Marktgemeinde Mariasdorf im Bezirk Oberwart im Burgenland in Österreich. Der Ort hat mit 281 Einwohnern (Stand 1. Jänner 2022).

## Geografie
Das Schmalangerdorf Grodnau liegt am Fuß des Bernsteiner Gebirges auf 413 m Seehöhe inmitten mitten in einer Wald- und Wiesenlandschaft. Durch den Ort fließt der Grodnaubach.

## Geschichte
Grodnau wurde ursprünglich als slawisch-deutsche Ansiedlung gegründet. Von 1659 bis 1854 war die Ortschaft die überwiegende Zeit Teil der Herrschaft Pinkafeld.
Der Ort gehörte wie das gesamte Burgenland bis 1920/21 zu Ungarn (Deutsch-Westungarn). Ab 1898 musste aufgrund der Magyarisierungspolitik der Regierung in Budapest der ungarische Ortsname Grodnó verwendet werden. Nach Ende des Ersten Weltkriegs wurde nach zähen Verhandlungen Deutsch-Westungarn in den Verträgen von St. Germain und Trianon 1919 Österreich zugesprochen. Seit 1921 gehört Grodnau zum damals neu gegründeten Bundesland Burgenland (siehe auch Geschichte des Burgenlandes).
Vor dem Zweiten Weltkrieg war der Anteil von Roma an der Gesamtbevölkerung bis zu 40 %. Heute ist er 0 %. 
Am 1. Jänner 1971 wurde der Ort im Zuge des Gemeindestrukturverbesserungsgesetzes der burgenländischen Landesregierung mit den Orten Bergwerk, Mariasdorf, Neustift bei Schlaining und Tauchen zur neuen Gemeinde Mariasdorf zusammengelegt.

## Kultur und Sehenswürdigkeiten
- Römisch-katholische Filialkirche Grodnau hl Herz Jesu: 1958 mit Spendenerlösen errichtet, zuvor gab es nur einen hölzernen Glockenturm mit Glocke

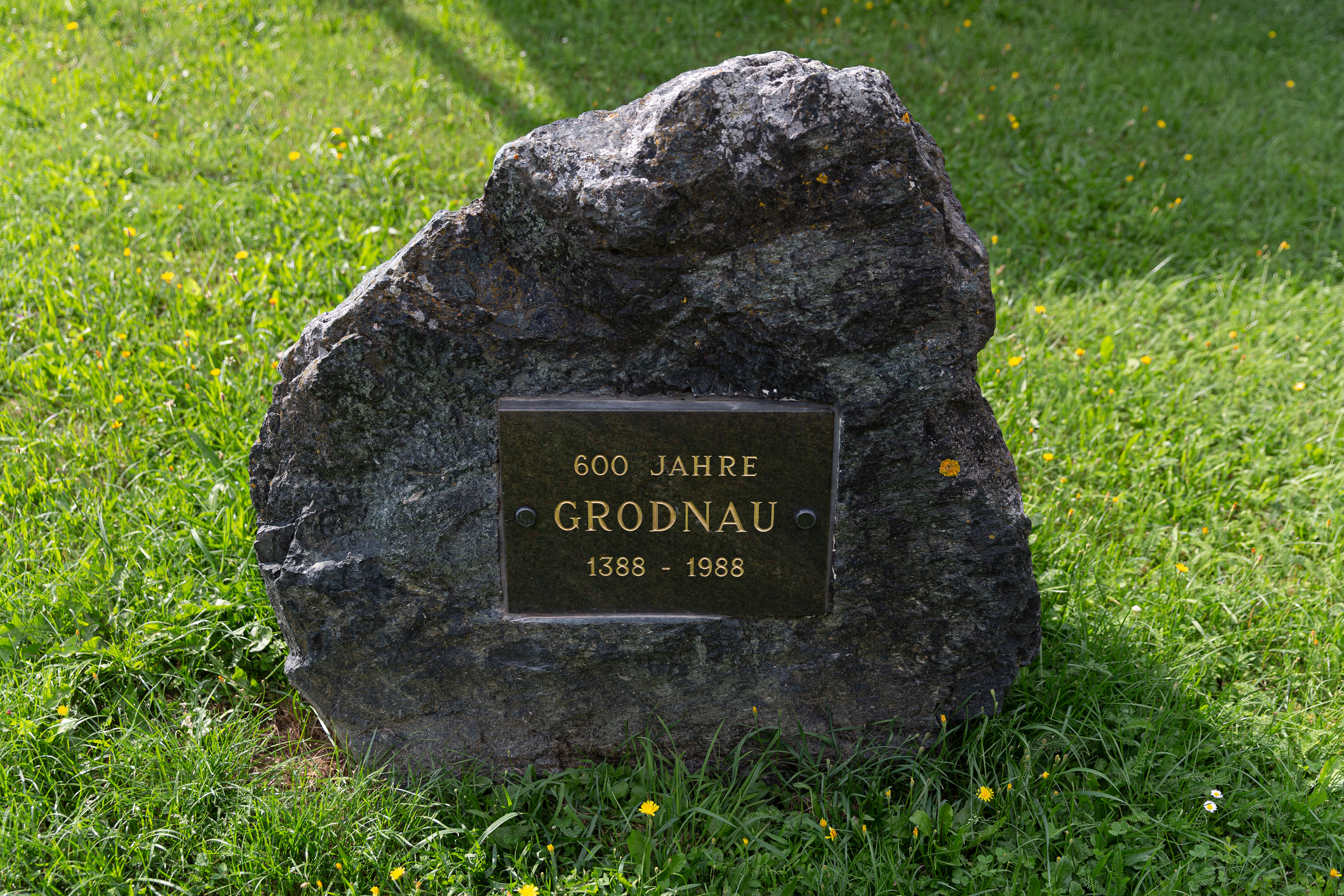
Gedenkstein 600 Jahre Grodnau (1388–1988)
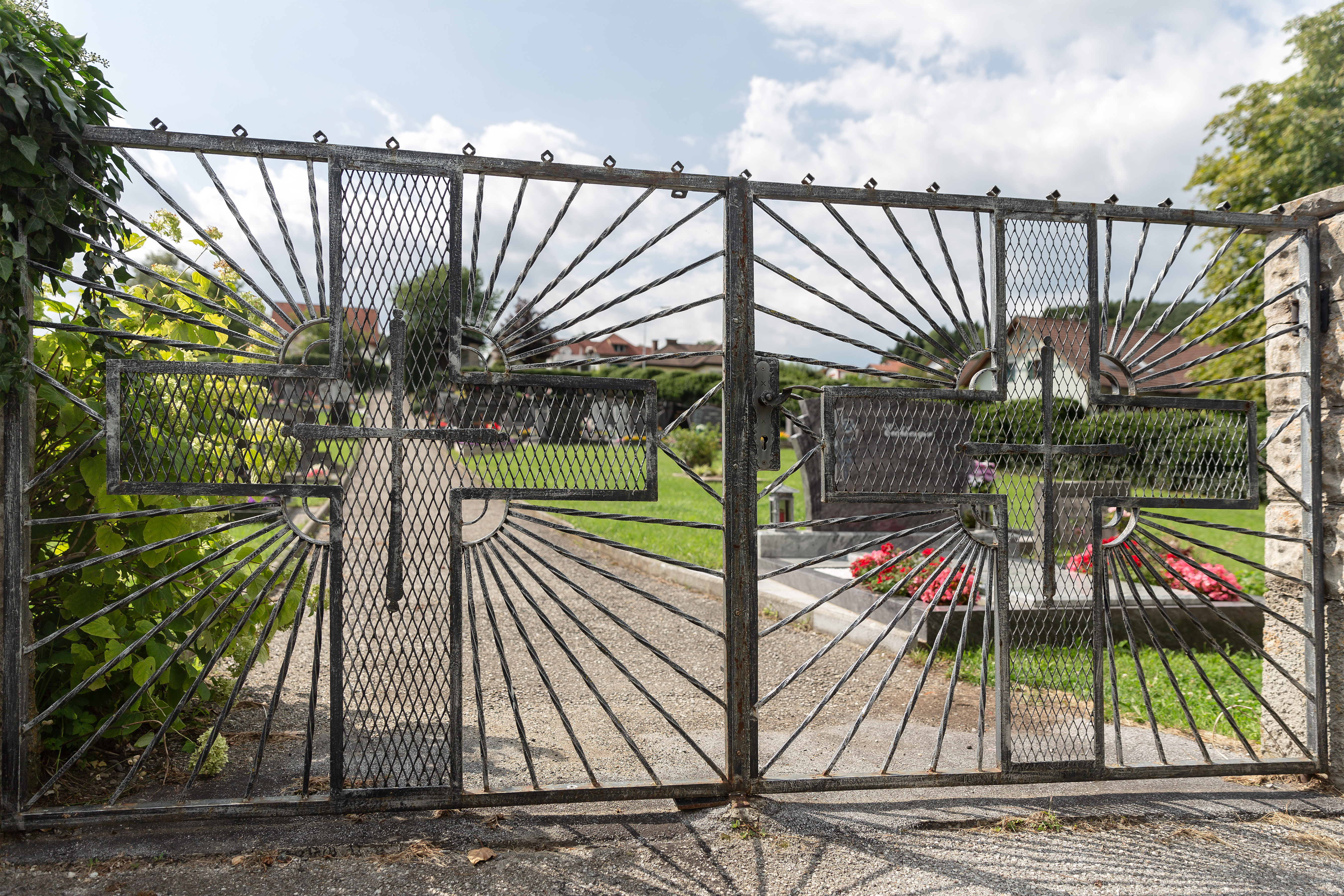
Friedhof
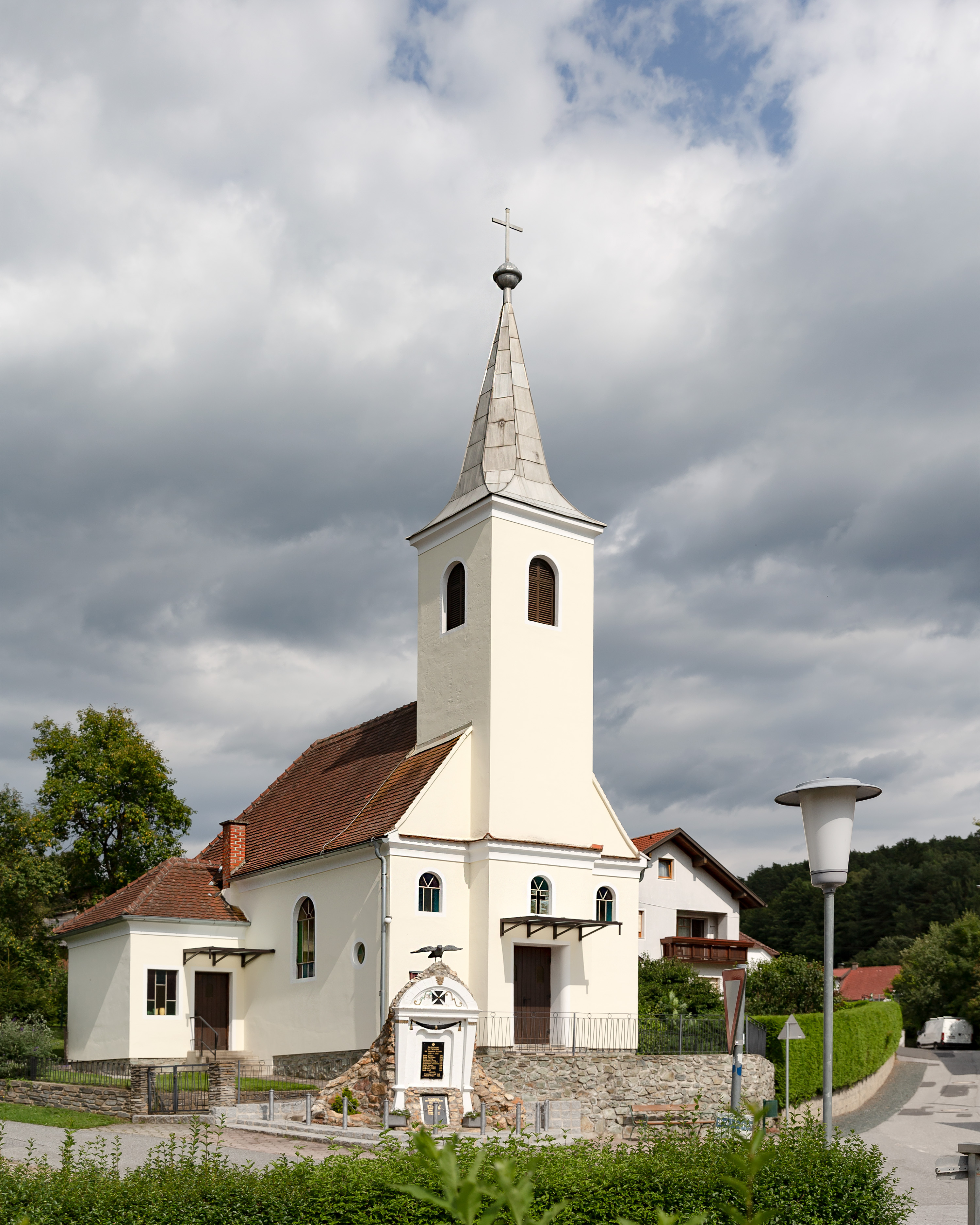
Kirche
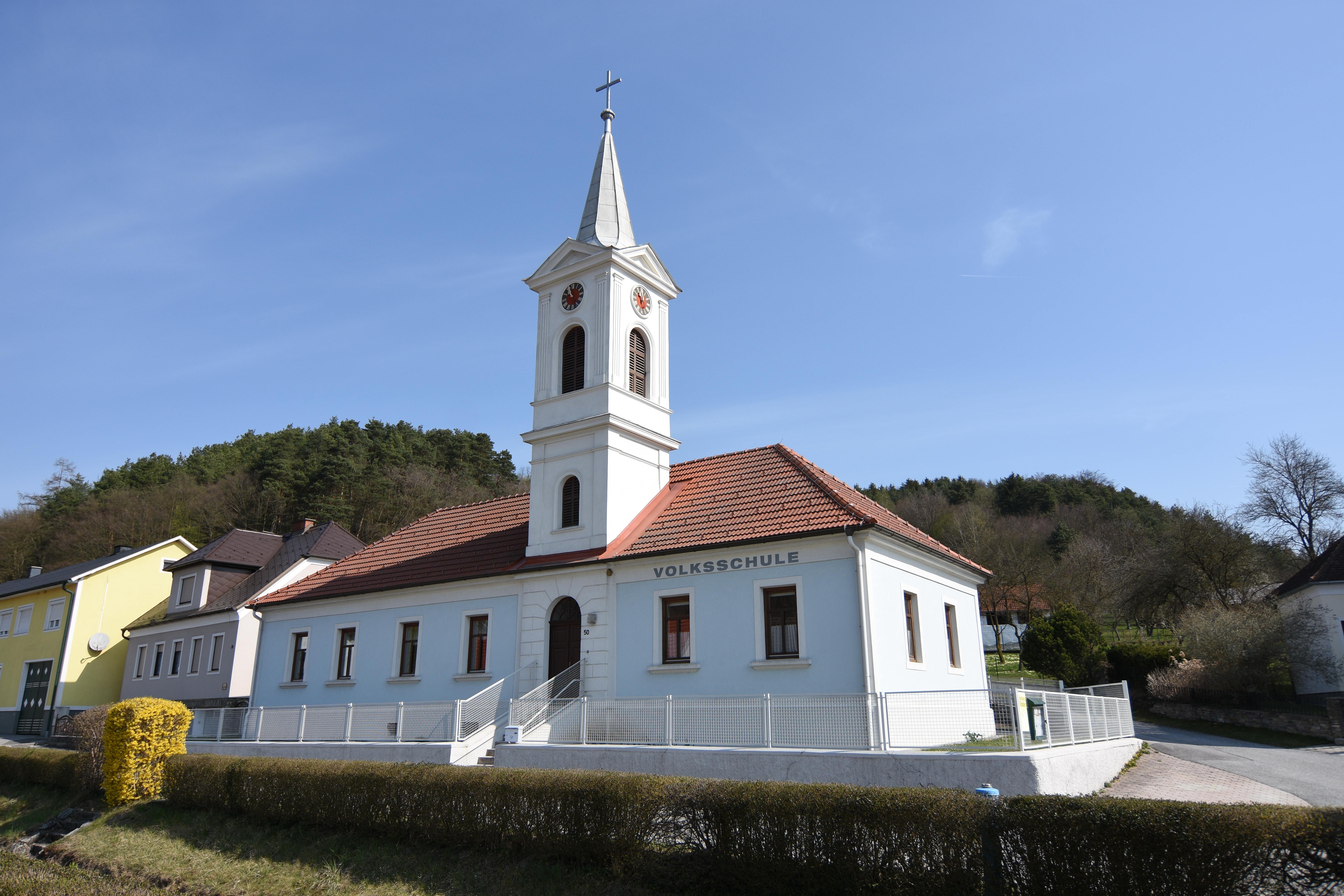
evang. Schul- und Bethaus